# Pałakarija
Pałakarija (bułg. Палакария) – rzeka w zachodniej Bułgarii, prawy dopływ Iskyru w dorzeczu Dunaju. Długość – 39,2 km, średni przepływ – 1,82 m³/s.
Pałakarija wypływa w masywie górskim Witosza. Spływa na południe, po czym zatacza szeroki łuk na wschód wzdłuż południowego obrzeża masywu górskiego Płana, przecinając Kotlinę Samokowską. Uchodzi do Iskyru tuż przed sztucznym zbiornikiem Iskyr.